# 韦思琪
韦思琪（1922年—2004年9月3日），男，浙江东阳人，中华人民共和国政治人物，中国农工民主党中央委员会原常务委员，四川省人大常委会原副主任，重庆市政协原副主席，第九届全国政协委员。